# Sabana
Sabana är en ort i Mexiko.   Den ligger i kommunen Tlacoapa och delstaten Guerrero, i den sydöstra delen av landet, 240 km söder om huvudstaden Mexico City. Sabana ligger 2 304 meter över havet och antalet invånare är 256.
Terrängen runt Sabana är varierad. Runt Sabana är det ganska glesbefolkat, med 22 invånare per kvadratkilometer. Närmaste större samhälle är Malinaltepec, 10,7 km sydost om Sabana. I omgivningarna runt Sabana växer huvudsakligen savannskog.